# Sotto il burqa
Sotto il burqa (titolo originale The Breadwinner), è il primo libro della trilogia di Parvana scritto da Deborah Ellis e ambientato in Afghanistan, durante il dominio dei talebani. Parvana è la protagonista del libro. Una ragazzina di 11 anni che deve vestirsi e comportarsi da ragazzo per mantenere la sua famiglia.

## Film
Sotto il burqa è stato adattato nel film d'animazione I racconti di Parvana - The Breadwinner, diretto da Nora Twomey, distribuito in tutto il mondo il 17 novembre 2017, dopo essere stato presentato in anteprima al Toronto International Film Festival nel settembre 2017.

## Edizioni
- Deborah Ellis, Sotto il burqa, traduzione di Claudia Manzolelli, collana Ragazzi/Storie vere, Fabbri Editori, 2002, ISBN 88-451-2888-1.